# Rechtskraftzeugnis
Ein Rechtskraftzeugnis ist nach deutschem Prozessrecht eine Bescheinigung, dass eine gerichtliche Entscheidung Rechtskraft erlangt hat. Es wird ausgestellt, wenn der im Rechtsstreit Unterliegende innerhalb der hierfür vorgesehenen Frist kein Rechtsmittel oder keinen sonstigen Rechtsbehelf eingelegt hat, darauf rechtswirksam (etwa bei Urteilsverkündung) verzichtet wurde oder wenn kein Rechtsmittel gegen die Entscheidung mehr möglich ist, beispielsweise wenn eine Entscheidung des Bundesgerichtshofs oder der Oberlandesgerichte vorliegt. Das Rechtskraftzeugnis wird vom Urkundsbeamten der Geschäftsstelle erteilt und als Vermerk auf die Ausfertigung der Entscheidung gesetzt.
Die gesetzliche Grundlage des Rechtskraftzeugnisses liefert § 706 ZPO.
Enthält eine gerichtliche Entscheidung den Vermerk "Vollstreckbare Ausfertigung", so lässt sich daraus nicht schließen, dass die Entscheidung rechtskräftig ist. Manche Entscheidungen sind vom Gläubiger vorläufig vollstreckbar, können aber noch von demselben oder einem nächstinstanzlichen Gericht aufgehoben werden.